# Adam Jędrzejowicz

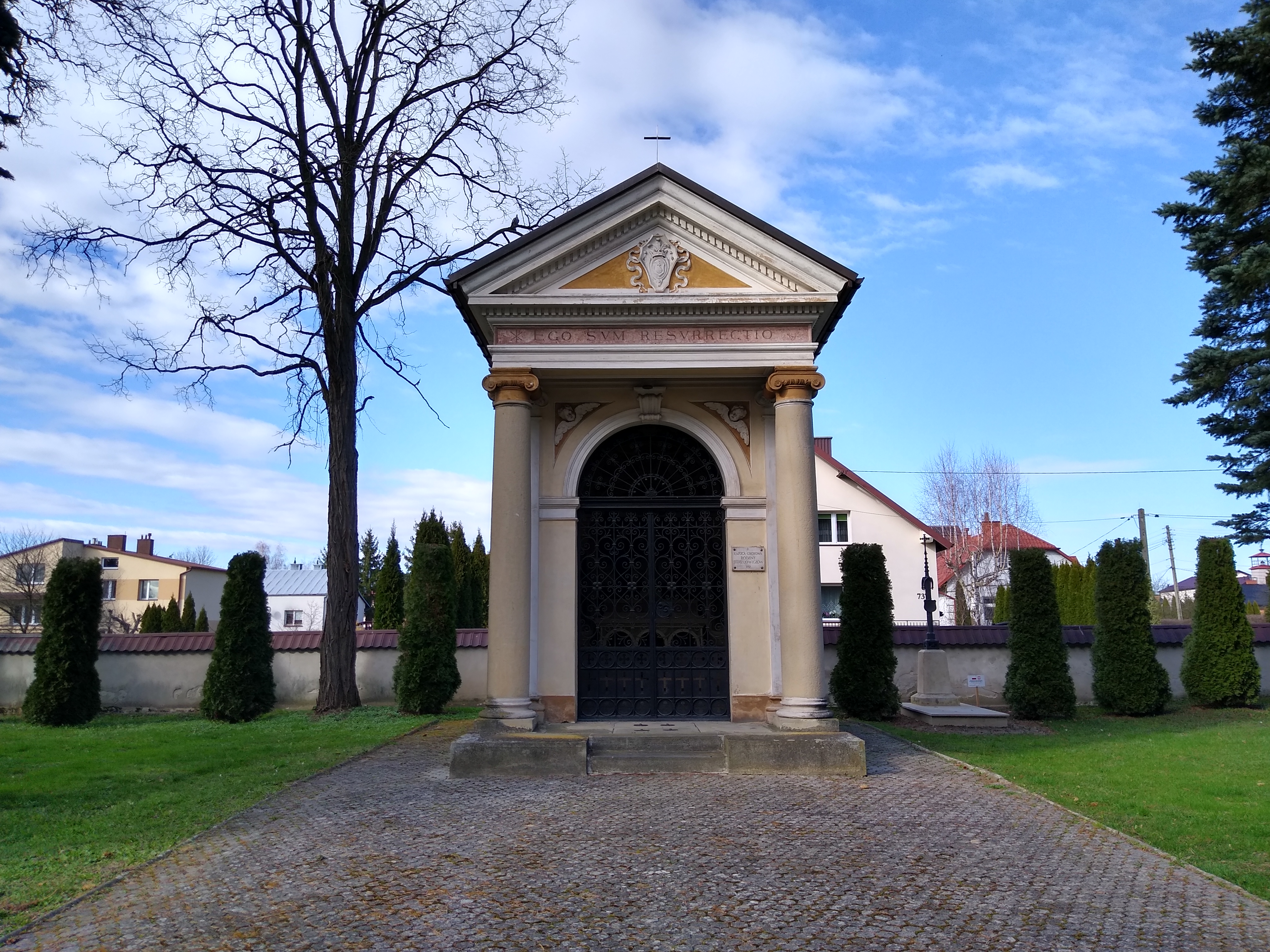
Kaplica grobowa rodziny Jędrzejowiczów na cmentarzu w Zaczerniu

Adam Jędrzejowicz (ur. 17 grudnia 1847 w Zaczerniu, zm. 4 maja 1924 w Krakowie) – poseł do Sejmu Krajowego Galicji V, VI, VII (1882-1901) oraz X kadencji (1913-1914), właściciel dóbr Staromieście koło Rzeszowa, prawnik, doktor praw (1872). Był również posłem do Rady Państwa w Wiedniu, austriacki minister ds. Galicji.

## Życiorys
Urodził się w rodzinie polskich Ormian - syn Jana, oficera wojsk polskich w powstaniu listopadowym i kawalera orderu Virtuti Militari. Matka, Maria Straszewska, zmarła, gdy miał 8 lat. Ukończył gimnazjum w Rzeszowie, w latach 1866-1869 studiował na Wydziale Prawa Uniwersytetu Jagiellońskiego oraz w 1869-1870 na Uniwersytecie Wiedeńskim. Po ukończeniu studiów pracował w namiestnictwie, potem w ministerstwie rolnictwa w Wiedniu i delegaturze krakowskiej. Wybrany do Sejmu Krajowego z IV kurii okręgu wyborczego Rzeszów.  W latach 1888– 1890 zasiadał w Wydziale Krajowym. Komisarz rządowy w Krakowie w 1879.  W 1890 wybrany do Rady Państwa z okręgu miejskiego Rzeszów-Jarosław. Od marca 1898 do października 1899 mianowany ministrem ds. Galicji w austriackim rządzie Franza Thuna. W 1910 był radcą starostwa w Krakowie. Podczas I wojny bierze czynny udział w pracach komitetu narodowego i organizacjach Czerwonego Krzyża. W 1878 roku ożenił się hr. Gabrielą Mierówną z którą miał syna Jana. Od 1914 roku mieszkał w Krakowie po przekazaniu zarządu majątkiem synowi. Pochowany w Zaczerniu koło Rzeszowa.
Został odznaczony Krzyżem Komandorskim Orderu Franciszka Józefa, a w 1910 cesarz Franciszek Józef I nadał gwiazdę do tego orderu. Podczas I wojny światowej w 1917 jako minister poza służbą został odznaczony Odznaką Honorową Czerwonego Krzyża II klasy.